# 887
Раннє Середньовіччя •  Епоха вікінгів •  Золота доба ісламу •  Реконкіста

## Геополітична ситуація
У Візантії триває правління Лева VI. Імператор Карл III Товстий втратив владу в Карлолінзькій імперії. Імперія розпалася на частини. Північ Італії належить Італійському королівству під владою франків, середню частину займає Папська область, герцогства на південь від Римської області незалежні, деякі області на півночі та на півдні належать Візантії, інші окупували сарацини. Піренейський півострів, окрім Астурійського королівства та франкської Іспанської марки, займає Кордовський емірат. Північну частину Англії захопили дани, на півдні править Вессекс. Існують слов'янські держави: Перше болгарське царство, Велика Моравія, Приморська Хорватія, Київська Русь.
Аббасидський халіфат очолює аль-Мутамід, халіфат втрачає свою могутність. У Китаї править династія Тан. Значними державами Індії є Пала, Пратіхара, Чола. В Японії триває період Хей'ан. На північ від Каспійського та Азовського морів існує Хозарський каганат.
На території лісостепової України в IX столітті літописці згадують слов'янські племена білих хорватів, бужан, волинян, деревлян, дулібів, полян, сіверян, тиверців, уличів. Утворилася Київська Русь. У Північному Причорномор'ї співіснують різні кочові племена, зокрема хозари, алани, тюрки, угри, кримські готи. Херсонес Таврійський належить Візантії.

## Події
- Інцидент з Ако.
- Франкські магнати збунтувалися проти імператора Карла III Товстого, бо він продемонстрував свою слабкість, виплативши відкуп вікінгам. Королем Німеччини обрано герцога Каринтійського Арнульфа. Беренгар I став королем Італії.
- Неретвяни завдали поразки Венеції в морській битві в гирлі Неретви.